# Svart gråfågel
För fågelarten Analisoma/Coracina coerulescens, se luzongråfågel.
Svart gråfågel (Edolisoma melas) är en fågel i familjen gråfåglar inom ordningen tättingar.

## Utseende och läte
Svart gråfågel är en medelstor tätting. Hanen är helsvart, medan honan är brun ovan, med orangebrun undersida och ett ljusare ögonbrynsstreck. Flera stararter är svarta, men skiljer sig i form och beteende. Svartvisslaren hittas vanligen på högre höjd och har en tjockare näbb med krökt spets. Honan liknar hona sothuvad gråfågel, men saknar svart i vinge och stjärt. Den liknar även vitögd visslare, vissa underarter av nordlig pitohui samt rostklockfågel, men särskiljer sig genom det ljusa ögonbrynsstrecket. Lätet består av en utdragen fallande vissling och ett upprepat och snabbt "wek-wek-wek...".

## Utbredning och systematik
Svart gråfågel delas in i fyra underarter med följande utbredning:
- waigeuense – förekommer på ön Waigeo nordväst om Nya Guinea
- tommasonis – förekommer på ön Yapen norr om Nya Guinea
- melas – förekommer på Salawati, Aruöarna och Nya Guinea
- batantae – förekommer på ön Batanta väster om Nya Guinea

Vissa urskiljer även underarterna meeki och goodsoni med utbredning på östra Nya Guinea respektive Aruöarna.

## Status och hot
Arten har ett stort utbredningsområde, men tros minska i antal, dock inte tillräckligt kraftigt för att den ska betraktas som hotad. Internationella naturvårdsunionen IUCN listar arten som nära hotad (LC).